# Sân bay Cam Ly
Sân bay Cam Ly (ICAO: VVCL) là một sân bay nhỏ ở thành phố Đà Lạt, tỉnh Lâm Đồng, Việt Nam. Đây là nơi đóng quân của Học viện Quân sự. Sân bay này được quân đội Việt Nam quản lý và sử dụng, phục vụ máy bay quân sự. Hiện tại không có tuyến bay thương mại nào ở sân bay này.

## Lịch sử
Sân bay được xây dựng trong thời Chiến tranh Việt Nam, được Không lực VNCH và Không quân Hoa Kỳ sử dụng. Trong giai đoạn này, sân bay cũng là cơ sở sản xuất rau quan trọng cho Quân đội Hoa Kỳ đóng tại Việt Nam. Từ sau sự kiện 30 tháng 4 năm 1975, sân bay Cam Ly trở thành sân bay của Học viện Lục quân rồi chuyển giao cho Cụm cảng hàng không miền Nam quản lý. Sân bay được Tổng công ty Cảng hàng không Việt Nam đầu tư tu sửa năm 1995 để phục vụ cho các chuyến bay từ Thành phố Hồ Chí Minh về Đà Lạt bằng các loại máy bay cánh quạt dân dụng. Nhưng do diện tích lẫn chiều dài đường băng hạn chế, hoạt động thương mại của sân bay trở nên kém hiệu quả rồi chấm dứt hoạt động và bị bỏ hoang trước khi được Cục Hàng không Việt Nam bàn giao cho Quân chủng phòng không – không quân, Bộ Quốc phòng cuối năm 2010.

## Tình trạng hiện tại
Phần lớn diện tích của sân bay vẫn bị bỏ không trong khi đường băng sân bay được sử dụng như đường giao thông của cư dân trong khu vực. Các bãi cỏ bên đường băng trở thành nơi chăn thả gia súc. Sân bay cũng trở thành điểm ghé thăm của nhiều du khách ưa khám phá khi đến Đà Lạt. Hiện tại, dọc theo hai đường băng của sân bay đã trở thành nơi tập kết rác thải gây ô nhiễm môi trường.

## Quy hoạch
Theo đề án phát triển, sân bay Cam Ly sẽ được Bộ Quốc phòng đầu tư, sửa chữa, không chỉ để phục vụ các hoạt động về an ninh, quốc phòng mà còn được khai thác để đẩy mạnh phát triển kinh tế-xã hội của địa phương.